# Departamento de Última Esperanza
El Departamento de Última Esperanza se ubicó en la Provincia de Magallanes, su comuna cabecera departamental fue la ciudad de Puerto Natales.
La zona fue colonizada durante la década de 1890 por colonos alemanes e ingleses que fundaron estancias ovejeras, arrendándoselas al Estado.
El DFL N° 232 del 30 de mayo de 1931 crea el Departamento de Última Esperanza como parte de una circunscripción electoral, en la antigua provincia de Magallanes, con las comunas de Puerto Natales y Cerro Castillo.